# زن محترم
زن محترم (انگلیسی: The Honourable Woman) مجموعه تلویزیونی هشت قسمتی به کارگردانی هوگو بلیک است که در سال ۲۰۱۴ منتشر شد. این سریال که در سبک سیاسی-جاسوسی برای بی‌بی‌سی و ساندنس تی‌وی ساخته شده، توانست جایزه پیبادی را در سال ۲۰۱۴ از آنِ خود کند.
همچنین مگی جیلنهال که نقش اول را در این مجموعه بازی می‌کند، موفق شد جایزه گلدن گلوب بهترین بازیگر نقش زن برای سریال کوتاه یا فیلم تلویزیونی را از آنِ خود کند.
این مجموعه با نام «زن نیکنام» به فارسی دوبله و پخش شده‌است.

## بازیگران
- مگی جیلنهال در نقش نسا استاین
- اندرو بوچان در نقش افرا استاین
- استیون ری در نقش سر هیو هایدن هویل
- لوبنا آزابال در نقش عاتکه حلبی
- جانت مک‌تیر در نقش دیم جولیا والش
- کاترین پارکینسون در نقش ریچل استاین
- توبیاس منزیس در نقش ناتانائیل بلوم
- ایو بست در نقش مونیکا چَتوین
- ایگال نائور در نقش شلومو زاحاری
- جنویو اورایلی در نقش فرانسیس پیرسیگ
- لینزی دانکن در نقش آنجلیکا
- فیلیپ آردیتی در نقش صالح الزاهد
- استیون باکسر
- بنجامین اسمیت